# Karadigudda.S.N., Badami
Karadigudda.S.N. là một làng thuộc tehsil Badami, huyện Bagalkot, bang Karnataka, Ấn Độ.